# Ostfränkische Dialekte
Ostfränkisch ist eine südöstliche Dialektgruppe im Übergangsbereich zwischen dem mitteldeutschen und oberdeutschen Sprachraum, wobei es in der Regel letzterer Gruppe zugerechnet wird. Das ostfränkische Sprachgebiet erstreckt sich von den Regionen fränkisches Bauland, Hohenlohe und Tauberfranken im nordöstlichen Baden-Württemberg über die bayerischen Regierungsbezirke Mittel-, Unter- und Oberfranken nach Südthüringen bis in den Übergangsbereich des sächsischen Vogtlands. In Hessen geht das in der Rhön gesprochene Osthessische ins Ostfränkische über. Vor der Vertreibung der Deutschböhmen nach dem Zweiten Weltkrieg reichte das ostfränkische Dialektgebiet bis in die heutige Tschechische Republik. Die ostfränkischen Dialekte lagen im althochdeutschen Zeitalter im fränkischen Sprachgebiet. Im Alltag werden die ostfränkischen Dialekte (auch nur in Bayern) schlicht Fränkisch (regional etwa „Fränggisch“) genannt.

## Abgrenzung
Das Ostfränkische hat einen Übergangscharakter zwischen Mitteldeutsch und Oberdeutsch und wird durch verschiedene Isoglossen von den benachbarten Sprachen abgegrenzt:
- Vom Rheinfränkischen (bzw. Hessischen) durch die Germersheimer Linie und die Speyerer Linie: Im Ostfränkischen ist p durchgängig (außer nach s) zu pf verschoben, so dass es im Rheinfränkischen Pund Äppel heißt, im Ostfränkischen dagegen Pfund Äpfel. Diese Linie verläuft im Spessart durch den Regierungsbezirk Unterfranken und trennt den Aschaffenburger Raum sprachlich vom Rest des Regierungsbezirks. Im Volksmund wird diese markante Sprachgrenze Äppeläquator genannt.
- Als Grenze zum Thüringisch-Obersächsischen wird entweder ebenfalls die Speyerer Linie oder ein Isoglossenbündel herangezogen. Weitere Unterschiede zum Thüringisch-Obersächsischen sind die n-Apokope und die Schwa-Apokope. In der Rhön findet man mit dem Rhöner Platt eine gemischte Gruppe von Dialekten zwischen Hessisch, Thüringisch und Ostfränkisch. In Thüringen bildet der Rennsteig eine klare Sprachgrenze. In Sachsen bildet das Südostvogtländische einen Übergangsdialekt zum nah verwandten Erzgebirgischen.[10]
- Vom Bairischen wird Ostfränkisch durch das Personalpronomen 2. Person Plural abgegrenzt: Ostfränkisch lautet dieses im Nominativ ihr und im Akkusativ und Dativ euch/aich; im Bairischen dagegen ees (seltener äds, deeds, diats) und enk. Ein weiterer Unterschied ist die Monophthongierung des mittelhochdeutschen Diphthongs ei: „breit“ heißt im Ostfränkischen braad oder bread, im Bairischen dagegen broat (seltener broit). Der Nürnberger Dialekt bildet eine Übergangszone, die bereits viele bairische Merkmale aufweist.
- Vom Schwäbischen durch eine der Einheitsplurallinien: Im Schwäbischen werden Verben im Plural immer gleich konjugiert (mir mähet, ihr mähet, sie mähet), während es im Ostfränkischen mir mähn, ihr mäht, sie mähn heißt. Auch der mittelhochdeutsche Diphthong ei hat sich unterschiedlich entwickelt; im Schwäbischen findet man wie im Bairischen broat oder broit. Ein drittes Merkmal zur Abgrenzung ist die Aussprache des intervokalischen g (z. B. in „Schwager“): Im Schwäbischen bleibt es ein Plosiv (g), während es im Ostfränkischen zu Frikativen wie ç, x oder ɣ spirantisiert wird. Zwischen Ellwangen und Crailsheim verläuft die Grenze sehr scharf, südlich von Dinkelsbühl findet sich dagegen ein Übergangsgebiet, welches dazu noch ins Bairische übergeht.[11]
- Die Grenze zum Südfränkischen ist fließend und am unklarsten definiert. In der Literatur wird oft die fest-fescht-Linie angegeben (Südfränkisch fescht gegenüber Ostfränkisch fest). Nach dieser Definition müssten das (sonst dem Ostfränkischen zugeordnete) Hohenlohische und andere Gebiete im Ansbacher Raum allerdings zum Südfränkischen gezählt werden.

## Phonologie

### Konsonanten
Das Konsonantensystem des Ostfränkischen ähnelt dem des Standarddeutschen z. B. wurde die Zweite Lautverschiebung (fast) komplett durchgeführt, so dass man in allen ostfränkischen Dialekten den Laut pf verwendet. Dabei gibt es jedoch einige markante Besonderheiten:
- Die binnendeutsche Konsonantenschwächung von stimmlosen (harten) aspirierten Konsonanten wurde im Ostfränkischen fast vollständig durchgeführt, so dass t – in der Wahrnehmung standarddeutscher Sprecher – zu d wird, k zu g und p zu b.
- Das heißt jedoch nicht, dass ursprüngliche Fortis und Lenis in allen Fällen zusammengefallen sind. In vielen Dialekten werden g und b zwischen Vokalen spirantisiert, so dass Vogel als Vochel [ˈfoːχl̩] und Gabel als Gawel [ˈɡaːβl̩] ausgesprochen werden. Für g betrifft das auch den Auslaut, so dass Berg als Berch [bɛrç/bɛɐç] ausgesprochen wird.
- Analog gibt es häufig für intervokalisches d den Rhotazismus zu [⁠ɾ⁠] (Stimmhafter alveolarer Tap), so dass Bruder als Brurer [ˈbruːɾɐ] ausgesprochen wird. Ein ähnliches Phänomen findet man in vielen englischen Dialekten, besonders in Nordamerika.
- Eines der auffälligsten Merkmale ist das alveolare r [⁠r⁠] (Vorderzungen-R, stimmhafter alveolarer Vibrant), welches Sprecher des Ostfränkischen oft auch im Standarddeutschen verwenden. Daneben kann aber auch in freier Variation das uvulare r [ʁ/ʀ] (Hinterzungen-R) verwendet werden.
- Im Silbenauslaut wird das r zu [⁠ɐ⁠] vokalisiert, z. B. Bier [biːɐ̯]. Nach kurzen Vorderzungenvokalen kann es zu einem kompletten Schwund mit einer Zentralisierung des Vokals kommen, was z. B. zur Aussprache von Nürnberg als Nämberch [ˈnɘmbɛrç] führt.
- Der Konsonant ch kann am Wortende komplett getilgt werden, so wird z. B. endlich zu endli [ˈɛndlɪ] wird. Auch die Aussprache des Personalpronomens ich als i [⁠ɪ⁠] kann als Resultat dieser Tilgung interpretiert werden.

### Vokale
Der Vokalstand ist im Ostfränkischen überwiegend mitteldeutsch, es gibt jedoch kaum ein Merkmal, wo ostfränkische Dialekte so stark divergieren, wie in ihrem Vokalsystem. Je nach Region weisen Ostfränkische Dialekte eine Vielzahl unterschiedlicher Phänomene auf, die man oft auch in benachbarten Dialekten findet:
- Die mittelhochdeutschen zentrierenden Diphthonge ie [iə], uo [uə] und üe [yə] wurden im Norden Mittelfrankens, dem Westen Oberfrankens und dem Norden Unterfrankens (wie im Standarddeutschen) monophthongiert. Im Süden Unterfrankens und im Westen Mittelfrankens wurden die alten Diphthonge dagegen (wie im Alemannischen, Schwäbischen und Bairischen) beibehalten. Im ostfränkisch-nordbairischen Übergangsgebiet in Mittel- und Oberfranken wurden sie wie im Nordbairischen zu fallenden Diphthongen „gestürzt“.
- Eine weitere Sprachgrenze innerhalb des Ostfränkischen ist die Durchführung der Entlabialisierung (auch Entrundung): In Unterfranken und dem westlichen Oberfranken wurden ö, ü und eu/äu beibehalten, während sie in Mittelfranken und dem östlichen Oberfranken wie in fast allen hochdeutschen Mundarten zu e, i und ei/ai entrundet wurden. Dadurch gibt es (aufgrund der unabhängigen Verteilung der Monophthongierung) für den mittelhochdeutschen Diphthong üe [yə] im Ostfränkischen fünf verschiedene Realisierungen.
- Ein typisch mitteldeutsches Merkmal fast aller ostfränkischen Dialekte ist die Monophthongierung der mittelhochdeutschen Vokale ei [ɛi], ou [ɔu] und öu [œy]. Die genaue Vokalqualität von ei z. B. in breit wird hierbei nicht nur zur äußeren Abgrenzung, sondern auch zur Untergliederung in Oberostfränkisch ([aː]) und Unterostfränkisch ([eː] oder [ɛː]) verwendet.[12] Lediglich in der Rhön und um Dinkelsbühl findet man teilweise die Diphthonge oa [oɐ] oder oi [ɔɪ̯].
- Das ursprüngliche mittelhochdeutsche ô z. B. in Stroh und tot und ê z. B. in Schnee haben jeweils eine parallele Entwicklung vollzogen: Im zentralen Sprachgebiet sind sie Monophthong geblieben ([oː] bzw. [eː]). In Teilen Oberfrankens wurden sie zu uu [uː] bzw. ii [iː] gehoben. Um Würzburg und um Ansbach findet man dagegen den steigenden Diphthong oa [oɐ] bzw. ea [ɛɐ]. Um Sonneberg und Lichtenfels wurden die Vokale diphthongiert und gehoben, so dass ue [uə] bzw. ia [iə] resultieren. Im ostfränkisch-nordbairischen Übergangsgebiet findet man analog zu den „gestürzten“ Diphthongen ou [ɔu] bzw. äi [ɛɪ]. In Gebieten mit Entlabialisierung ist œ (z. B. in schön) meistens mit ê zusammengefallen.
- Das mittelhochdeutsche â z. B. in Schaf und fragen ist oft gehoben, so dass der resultierende Langvokal von [ɒː] über [ɔː] bis [oː] reichen kann. Im ostfränkisch-nordbairischen Übergangsstreifen und dem nördlichen Oberbayern findet man den fallenden Diphthong ou [ɔu], in Teilen Unterfrankens und Mittelfrankens dagegen den steigenden Diphthong oa [oɐ]. In vielen Dialekten sind dadurch ursprüngliches ô und â zusammengefallen.
- Die mittelhochdeutschen Monophthonge î [iː], û [uː] und iu [yː] wurden wie im Standarddeutschen überall diphthongiert.

Folgende Tabelle zeigt die unterschiedliche Entwicklung der Vokale und Diphthonge am Beispiel von sechs ostfränkischen Dialekten:
| Mittelhochdeutsch | Standarddeutsch | Schweinfurt   | Würzburg      | Rothenburg o. T. | Bayreuth      | Coburg         | Nürnberg         |
| --- | --------------- | ------------- | ------------- | ---------------- | ------------- | -------------- | ---------------- |
| köpf [⁠œ⁠] | Köpfe [⁠œ⁠]       | Köpf [⁠œ⁠]      | Köpf [⁠œ⁠]      | Kepf [⁠ɛ⁠]a        | Kepf [⁠ɛ⁠]a     | Köpf [⁠œ⁠]       | Kepf [⁠e⁠]a        |
| hiuser [yː] | Häuser [ɔɪ]     | Hoiser [ɔɪ]   | Hoiser [ɔɪ]   | Haiser [aɪ]a     | Haiser [aɪ]a  | Hoiser [ɔɪ]    | Haiser [aɪ]a     |
| kuo [uə] | Kuh [uː]b       | Kuu [uː]b     | Kua [uə]      | Kua [uə]         | Kuu [uː]b     | Kuu [uː]b      | Kou [ou]c        |
| lieb [iə] | lieb [iː]b      | liib [iː]b    | liib [i:]b    | liab [iə]        | liib [iː]b    | liib [i:]b     | läib [ɛi]c       |
| müede [yə] | müde [yː]b      | müüd [yː]b    | müad [yə]     | miad [iə]a       | miid [iː]a,b  | müüd [yː]b     | mäid [ɛi]a,c     |
| stein [ɛi] | Stein [aɪ]      | Stee(n) [eː]d | Stee(n) [eː]d | Staa(n) [aː]d    | Staa(n) [aː]d | Stää [aː]d     | Staa(n) [aː]d    |
| boum [ɔu] | Baum [aʊ]       | Bääm [ɛː]d    | Bääm [ɛː]d    | Baam [aː]d       | Baam [aː]d    | Baam [aː]d     | Baam [aː]d       |
| strō [oː] | Stroh [oː]      | Stroo [oː]    | Stroa [oa]e   | Stroa [oa]e      | Struu [uː]f   | Strue [uə]e,f  | Strou [ɔu]g      |
| snē [eː] | Schnee [eː]     | Schnee [eː]   | Schnea [ɛa]e  | Schnea [ɛa]e     | Schnii [iː]f  | Schnia [iə]e,f | Schnäi [ɛɪ]g     |
| schœn [øː] | schön [øː]      | schüan [yə]e  | schö(n) [øː]  | schean [eə]a,e   | scheen [eː]a  | schö(n) [øː]   | schäi(n) [ɛɪ]a,g |
| schāf [aː] | Schaf [aː]      | Schòf [ɔː]    | Schòf [ɔː]    | Schòf [ɔː]       | Schof [oː]    | Schouf [ɔu]g   | Schouf [ɔu]g     |
| Vokalismus-Phänomene: a Entlabialisierung, b Monophthongierung der steigenden Diphthonge, c gestürzte Diphthonge, d Monophthongierung der fallenden Diphthonge, e Diphthongierung zu steigendem Diphthong, f Hebung von [eː] und [oː], g Diphthongierung zu fallendem Diphthong |                 |               |               |                  |               |                |                  |

## Morphosyntax
Das Ostfränkische unterscheidet sich vom Standarddeutschen nicht nur in Phonologie und Wortschatz, sondern auch durch diverse morphosyntaktische Besonderheiten. Zahlreiche Merkmale teilt es mit den anderen oberdeutschen Sprachen:
- Tempus: Das synthetische Präteritum wird in der Regel durch das analytische Perfekt ersetzt. Ich aß → Ich hab gegessen. Eine Ausnahme ist jedoch das Hilfsverb sein, welches auch im Präteritum verwendet werden kann z. B. ich war. Diese sprachliche Besonderheit ist keineswegs nur auf die Mundartsprecher beschränkt. Vielmehr ist es so, dass man dem Präteritum auch in der Schriftsprache nach Möglichkeit ausweicht, weil es in der Mundart ungebräuchlich ist. Es ist zu beachten, dass bei den Verben stehen, sitzen und liegen im Perfekt als Hilfsverb sein (statt haben) verwendet wird.
- Kasus: Der Genitiv ist verschwunden. Besitzanzeige bei Personen wird durch eine aus allen deutschen Dialektgebieten vertraute Kombination von Dativ und Pronomen ersetzt: Evas Schwester → der Eva ihr(e) Schwester. Sonst wird der Genitiv durch die analytische Form von + Dativ ersetzt. Auch nach Präpositionen, die in der deutschen Hochsprache den Genitiv nach sich ziehen, wird der Dativ verwendet: meinetwegen → wegen mir.
- Relativpronomen: Der Gebrauch des Wortes „wo“ als Relativpartikel ist hier obligatorisch. Die hochdeutschen Relativpronomen der, die, das ersetzen wo nicht, sondern sind fakultative Ergänzungen: Die Frau, (die) wo ich kenn, … Der Film, wo du mir gestern erzählt hast, dass …[13]
- Partizip Perfekt: Die Vorsilbe ge- wird zu g- synkopiert, so dass gesagt zu gsagt (bzw. gsachd) wird. Vor Plosiven wird die Vorsilbe komplett reduziert z. B. gekommen → kommen.
- Diminutiv: Das ostfränkisch Diminutivsuffix leitet sich nicht von -chen ab (wie beispielsweise im benachbarten Rheinfränkischen), sondern von -lein z. B. Hündle oder Hündla. In manchen Dialekten gibt es ein eigenes Suffix für den Plural z. B. -lich in der Rhön oder -li um Würzburg, Fürth und Ansbach.

Einige morphosyntaktische Merkmale können als Besonderheiten des Ostfränkischen betrachtet werden:
- Infinitiv I: Der fränkische Infinitiv endet in Unterfranken und im Hohenlohischen überwiegend auf -e (hoffe, mache), in Ober- und Mittelfranken auf -n (hoff’n, mach’n). Einige Dialekte des Ostfränkischen (Schweinfurt, Würzburg) kennen im Infinitiv Nullendung: schlafen → schlaf, kritisieren → kritisier. Dass der Wegfall des -en kein schlicht lautliches Phänomen ist, sondern als durchaus grammatikalisiert angesehen werden kann, zeigt sich darin, dass in der 1. und 3. Person Plural, Formen, die im Hochdeutschen homophon mit dem Infinitiv sind, die Endung -en erhalten bleibt: wir müssen schlafen → mir müsse schlaf oder mir müssn schlaf.
- Infinitiv II : Das westliche und zentrale Ostfränkische kennt wie die benachbarten osthessischen und thüringischen Dialekte zwei verschiedene Infinitive. Nach der Infinitivpartikel „zu“ sowie nach Hilfsverben wie „werden“, „bleiben“, „lassen“ sowie einer Reihe von Verben, die einen Ruhezustand bezeichnen, wie „liegen“, „stehen“, „sitzen“, „hängen“, „stecken“ geht der Infinitiv auf -e oder -n aus und ist damit formal vom frei verwendeten Infinitiv mit Nullendung geschieden.[14] Historisch gesehen, setzt dieser Infinitiv II nach „zu“ das alt- und mittelhochdeutsche Gerundium und in den übrigen Fällen das Partizip Präsens fort.
- Partizip Perfekt: Die Beugungsendungen werden in manchen Regionen reduziert: gegessen wird zu gegess oder gessn. In einigen Fällen kennt das Partizip Perfekt eine andere Form als im Standarddeutschen, etwa statt gewusst heißt es gwisst, statt gedacht denkt, statt gewesen oft gweesd.
- Typisch für ostfränkische Dialekte ist auch die Dativ-Rektion vieler Präpositionen, die in der deutschen Hochsprache den Akkusativ nach sich ziehen: Ohne mich → ohne mir, für dich → für dir, gegen dich → gegen dir, auf dich kommt es an → auf dir kommt es an usw.

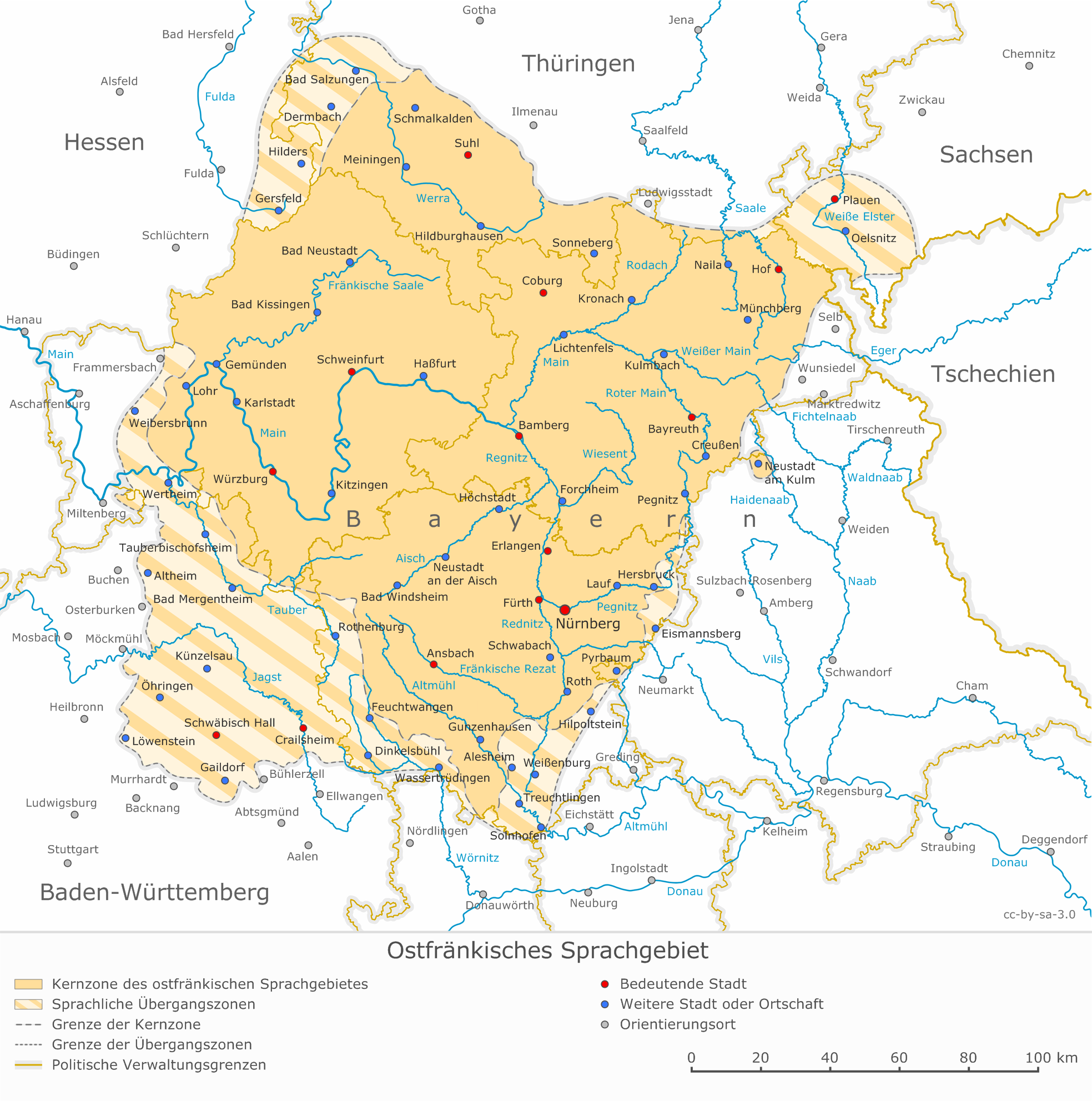
Der ostfränkische Sprachraum

## Untergliederung des Ostfränkischen
Die ostfränkische Dialektgruppe wird in die drei Hauptgruppen unterostfränkisches, oberostfränkisches und südostfränkisches Dialektgebiet geteilt. Das unterostfränkische Dialektgebiet schließt den Coburger Raum, die grabfeldische Mundart, das so genannte Unterfränkische im Würzburger Raum sowie alle ostfränkischen Dialekte nordwestlich davon ein. Die meisten Gebiete Oberfrankens und Mittelfrankens werden dabei zum oberostfränkischen Sprachraum gerechnet. Das südostfränkische Gebiet umfasst vor allem Teile des nordöstlichen Baden-Württemberg und angrenzende Gebiete Bayerns, vor allem im westlichen Mittelfranken.
Auf der rechts stehenden Karte sieht man das Ostfränkische mit seinen Unterdialekten sowie angrenzende Dialekte:

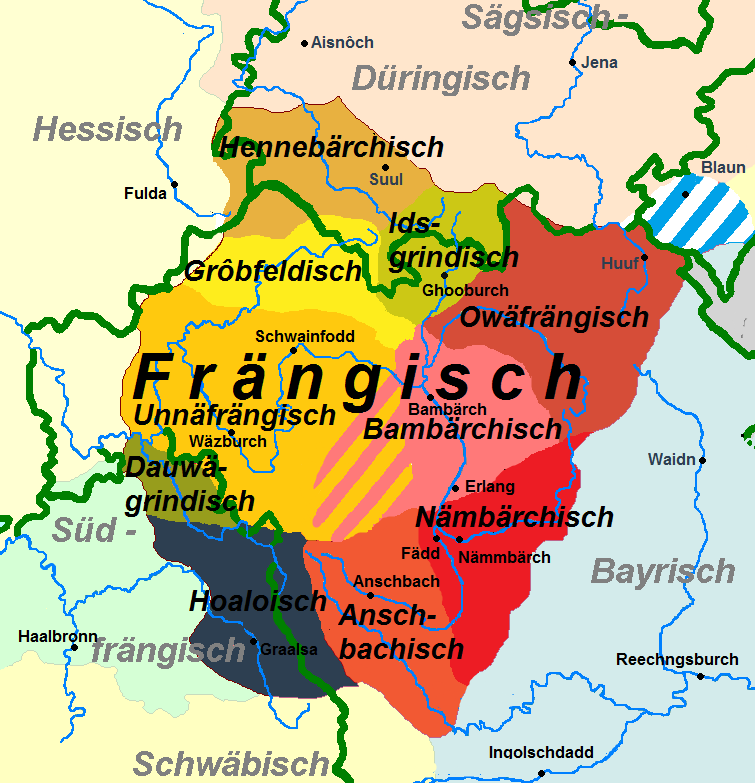
„Fränkisch“ beschriftete Karte der einzelnen Unterdialekte

- Frängisch = Ostfränkisch (wörtlich Fränkisch)
  - Unterostfränkisch
    - Hennebärchisch = Hennebergisch (Thüringen: Meiningen, Zella-Mehlis, Suhl, Schleusingen)
    - Grôbfeldisch = Grabfeldisch (Bayern: Bad Königshofen, Mellrichstadt; Thüringen: Römhild, Frankenheim)
    - Idsgründisch = Itzgründisch (Bayern: Coburg, Neustadt, Michelau; Thüringen: Sonneberg, Hildburghausen)
    - Unnäfrängisch = Unterfränkisch (oder Unterostfränkisch im engeren Sinne) (Bayern: Würzburg, Schweinfurt)

  - Südostfränkisch
    - Dauwägrindisch = Taubergründisch (Bayern/Baden-Württemberg: alte Grafschaft Wertheim, Tauberbischofsheim)
    - Hoaloisch = Hohenlohisch (Baden-Württemberg: Crailsheim, Schwäbisch Hall, Gerabronn, Künzelsau, Öhringen, Bad Mergentheim; Bayern: Dinkelsbühl, Rothenburg ob der Tauber)

  - Oberostfränkisch
    - Owäfrängisch = Oberfränkisch (Bayern: Bayreuth, Burgkunstadt, Kronach, Kulmbach, Hof)
    - Bambärchisch = Bambergisch (Bayern: Bamberg, Forchheim)
    - Nämbärchisch = Nürnbergisch (Bayern: Nürnberger Raum)
    - Anschbachisch = Ansbachisch (Bayern: Ansbach, Neustadt an der Aisch)
- (gestreift) Vogtländisch (wird oft dem Oberostfränkischen zugeordnet) (Bayern: Töpen, Joditz; Sachsen: Plauen, Klingenthal)
- Angrenzende Dialekte, die nicht zum Ostfränkischen gehören:
  - Bayrisch = Bairisch
  - Sägsisch-Düringisch = Thüringisch-Obersächsisch (wörtlich Sächsisch-Thüringisch)
  - Südfrängisch = Südfränkisch (Südrheinfränkisch)
  - Hessisch = Hessisch
  - Schwäbisch = Schwäbisch

Das Handwörterbuch von Bayerisch-Franken unterteilt einzelne dieser Dialektgebiete feiner. So werden im Oberfränkischen, im Bambergischen und im Ansbachischen jeweils verschiedene Dialekträume unterschieden.
Das Linguasphere Register (Ausgabe 1999/2000, Seite 431) führt unter dem Ostfränkischen 14 Dialekte auf, darunter zusätzlich zu denen in obiger Karte vor-vogtländisch, vor-erzgebirgisch,
erzgebirgisch-W. [West = West-] und erzgebirgisch-E. [East = Ost-].

## Wissenschaftliche Aufarbeitung

### Wörterbücher, Sprachatlanten
Der Wortschatz der ostfränkischen Dialekte wird im Fränkischen Wörterbuch erfasst und beschrieben. Der Sprachatlas von Unterfranken, der Sprachatlas von Mittelfranken und der Sprachatlas von Nordostbayern erfassen die Sprachgeographie der ostfränkischen Dialekte in Bayern. Die ostfränkischen Dialekte auf dem Gebiet des Freistaats Thüringen wurden von der Arbeitsstelle Thüringisches Wörterbuch bzw. werden von deren Nachfolgeeinrichtung der Arbeitsstelle Thüringische Dialektforschung in Jena wissenschaftlich erforscht.

### Unterfränkische Dialektforschung und Kulturarbeit
Das Unterfränkische Dialektinstitut (UDI) erforscht, leistet Kulturarbeit und verbreitet seine Kenntnisse durch Jugend-, Bildungs- und Öffentlichkeitsarbeit.

## Trivia

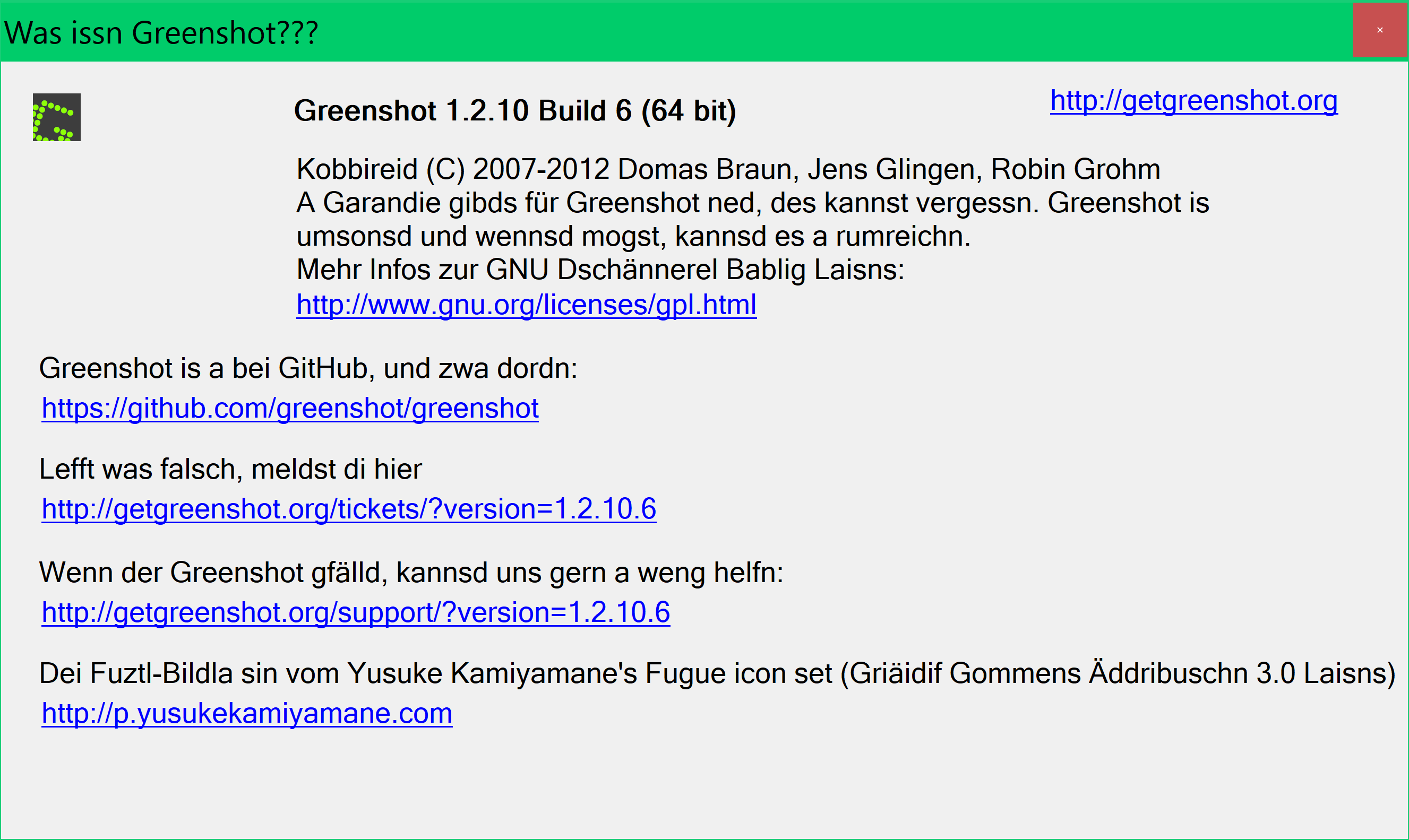
Info-Fenster in ostfränkischer Sprache

Ostfränkisch kann auch in einigen Programmen als Betriebssprache eingestellt werden. Ein Beispiel ist Greenshot.